# Christiaankondre
Christiaankondre, voorheen Koebalime, is een Karaïbisch-inheems dorpdeel van Galibi in het Surinaamse district Marowijne. Het ligt stroomafwaarts ten opzichte van het andere deel, Langamankondre.

## Geschiedenis
Christiaankondre werd onder de naam Koebalime opgericht, als verwijzing naar de vele koebali's (teken) in dit gebied. Het werd toen gesticht op wat begin 21e eeuw het meest noordelijke punt is van het dorp. Het dorp werd later hernoemd naar Christiaan Pané (kondre betekent land), hoewel ervan uitgegaan wordt dat niet hij maar zijn vader Imaniwapo Pané het dorp heeft gesticht. Volgens een andere lezing zouden de eerste bewoners afkomstig zijn geweest uit Mana Apotele  (bocht  bij  de   Mana, later Awala) in Frans-Guyana, aan de overzijde van de Marowijne.
Zeker is dat het dorp vóór de 20e eeuw werd gesticht en aanvankelijk veel bosrijker was. In 1908 geeft de kaart van de Beneden-Marowijne in Iets over de Marwijne en hare geschiedenis aan dat het dan nog indianendorp/kamp bestaat uit vijf hutten en tussen de bossen en moerassen (zwampen) ligt. Het was ook kleiner en de bewoners woonden toen alleen nog langs de Marowijne. Ze trokken verder het land op nadat de Marowijne meermaals onrustig was en de oevers overstroomde. De bewoners, die de watersnood toeschreven aan boze geesten en watergeesten, besloten toen te verhuizen naar de plek waar ze tot dan toe hun kostgrondjes hadden. In de loop van de jaren veranderde ook de woonstijl, van eerst samen in blokken tot daarna steeds meer los van elkaar.
Galibi, inclusief Langamankondre, werd tot de jaren 1960 door een enkele kapitein bestuurd. Om een eind te maken aan onderlinge twisten, werd het bestuur van de dorpsdelen verdeeld over kapitein Mariwajoe voor Langamankondre en Ernest Aloema voor Christiaankondre. Deze situatie is daarna blijven bestaan.

## Bekende bewoners
- Kamala'imïn, vertelster
- Anoewaritja Marty R J, percussionist, vocalist en bandleider

### Geboren
- Nardo Aluman (1946-2021), schrijver

### Dorpshoofden
Christiaankondre heeft een eigen inheems bestuur. Hieronder volgt een (niet complete) lijst van dorpshoofden:
- Imaniwapo Pané (eind 19e eeuw, niet zeker of hij ook het dorpshoofd was)[2]
- Christiaan Pané[2]
- Ernest Aloema (jaren 1960; sinds Langamankondre en Christaankondre elk een kapitein hebben)[2]
- Ricardo Pané (ten minste 1993 - heden)[4]

## Galerij
| Galibi tussen 1906 en 1913 |
| Galibi tussen 1906 en 1913 |

Braamspunt · Brokopondo · Christiaankondre · Corantijnstrand · Langamankondre · Oemansanti · Overbridge River Resort · Stoneiland · White Beach